# Іванн Масон
Іванн Масон (фр. Yvann Maçon, нар. 1 жовтня 1998, Бе-Мао) — французький футболіст, захисник ізраїльського клубу «Маккабі» (Тель-Авів).
Виступав, зокрема, за клуби «Дюнкерк», «Сент-Етьєн» та «Париж», а також молодіжну збірну Франції.

## Клубна кар'єра
Народився 1 жовтня 1998 року в місті Бе-Мао. Вихованець футбольної школи клубу «Кастельнау Ле Крес».
У дорослому футболі дебютував 2018 року виступами за команду «Дюнкерк», у якій провів два сезони, взявши участь у 20 матчах чемпіонату. 
Своєю грою за цю команду привернув увагу представників тренерського штабу клубу «Сент-Етьєн», до складу якого приєднався 2020 року. Відіграв за команду із Сент-Етьєна наступні два сезони своєї ігрової кар'єри. Більшість часу, проведеного у складі «Сент-Етьєна», був основним гравцем захисту команди.
У 2022 році уклав контракт з клубом «Париж», у складі якого провів наступний рік своєї кар'єри гравця. 
До складу клубу «Маккабі» (Тель-Авів) приєднався 2023 року. Станом на 10 вересня 2023 року відіграв за тель-авівську команду 2 матчі в національному чемпіонаті.

## Виступи за збірні
У 2016 році залучався до складу молодіжної збірної Гваделупи. На молодіжному рівні зіграв у 5 офіційних матчах, забив 3 голи.